# I-betűs aranybagoly
Az I-betűs aranybagoly (Autographa jota)  a rovarok (Insecta) osztályának a lepkék (Lepidoptera) rendjéhez, ezen belül a bagolylepkefélék (Noctuidae) családjához tartozó faj.

## Elterjedése
Szinte egész Európában, és széles körben elterjedt Nyugat-Ázsiában is napos lejtőkön, mocsarakban, erdők szélén, partvonalakon, vizes élőhelyeken, réteken, völgyekben, kertekben és parkokban.

## Megjelenése
- lepke: 36–44 mm szárnyfesztávolságú, vörösesbarna felső szárnyakkal, rajta jellegzetes ezüst színű "v" alakzattal, mellette egy ponttal, amely gyakran összekapcsolódik. A hátsó szárnyak barnás szürkék, sötét szegéllyel.
- hernyó: színe világoszöld, és egy sötét, enyhén hullámos fehér keretes hátvonallal
- báb:  fekete, az alján sárgás.

## Életmódja
- nemzedék:  egy nemzedékes faj, júniustól augusztusig rajzik.
- hernyók tápnövényei: Urtica, Laminum, Galeopsis, Eupatorium cannabinum', Vaccinium myrtillus, Salvia, Senecio

## Fordítás
- Ez a szócikk részben vagy egészben  a   Jota-Silbereule című német Wikipédia-szócikk fordításán alapul.  Az eredeti cikk szerkesztőit annak laptörténete sorolja fel. Ez a jelzés csupán a megfogalmazás eredetét és a szerzői jogokat jelzi, nem szolgál a cikkben szereplő információk forrásmegjelöléseként.